# Solariella anarensis
Solariella anarensis is een slakkensoort uit de familie van de Solariellidae. De wetenschappelijke naam van de soort is voor het eerst geldig gepubliceerd in 1972 door Dell.